# NGC 6666
NGC 6666 је ознака објекта на координатама са ректансцензијом 18h 34m 44,0s и деклинацијом + 33° 35" 18'. Открио га је Едвард Свифт E., 25. маја 1887. Каснијим посматрањима на том положају није уочен никакав астрономски објекат.